# Państwo nieuznawane
     państwa częściowo uznane na arenie międzynarodowej (przynajmniej przez jedno państwo członkowskie ONZ)
     państwa nieuznawane na arenie międzynarodowej, de facto kontrolujące swoje terytorium
     terytoria o nieustalonym statusie politycznym

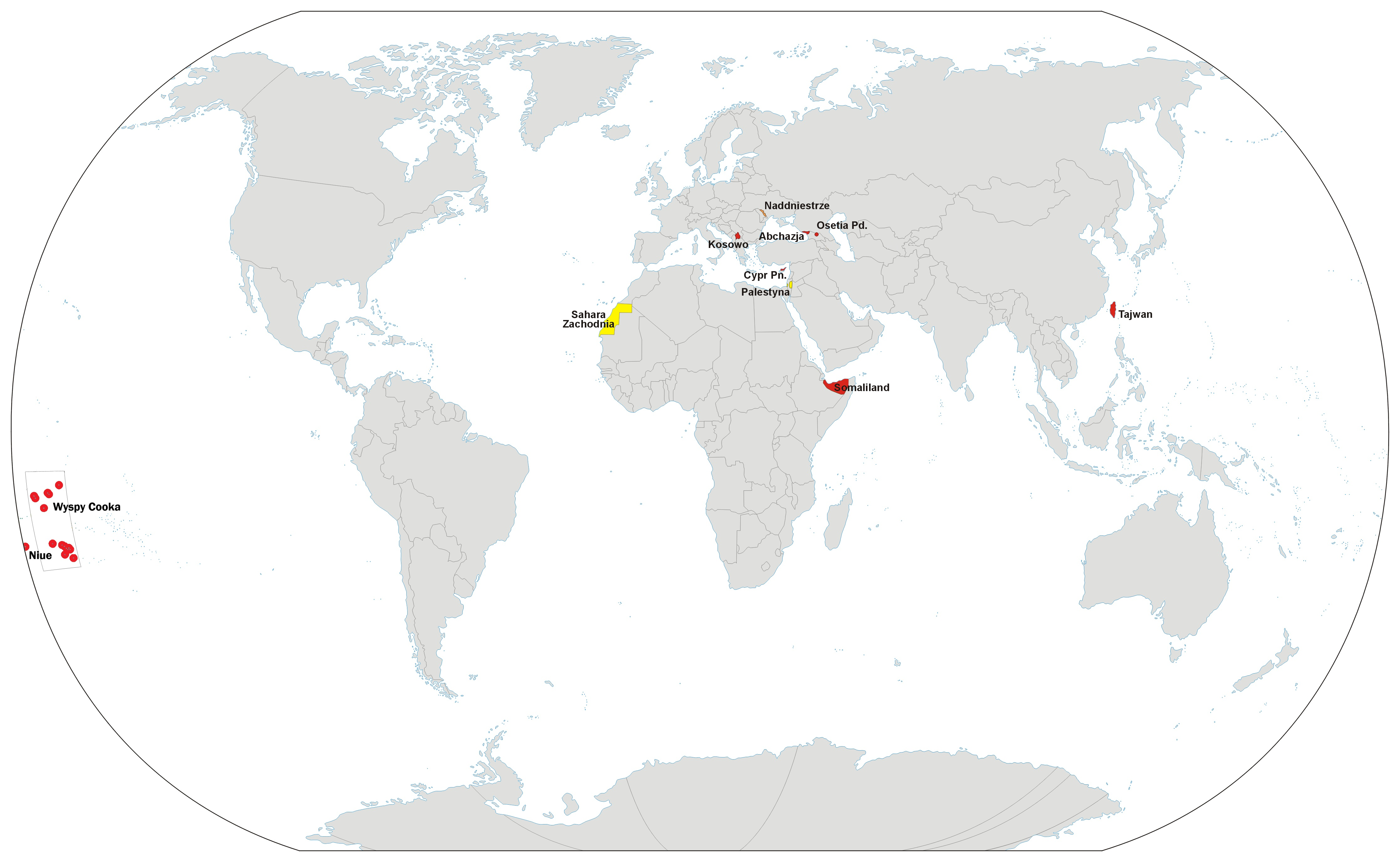
Państwa nieuznawane
państwa częściowo uznane na arenie międzynarodowej (przynajmniej przez jedno państwo członkowskie ONZ)
państwa nieuznawane na arenie międzynarodowej, de facto kontrolujące swoje terytorium
terytoria o nieustalonym statusie politycznym

Państwo nieuznawane (państwo powstańcze, państwo nieuznane, quasi-państwo, parapaństwo) – jednostka geopolityczna, która pomimo braku uznania na arenie międzynarodowej (lub z minimalnym uznaniem) kontroluje określone terytorium funkcjonując jako de facto państwo (niekiedy suwerenne i niepodległe).

## Charakterystyka
Praktyka uznawania państw pojawiła się pod koniec XVIII wieku w związku z uznaniem niepodległości Stanów Zjednoczonych przez niektóre inne państwa. Później zasada ta się rozszerzała, by osiągnąć kulminację w postaci uznawania niepodległości byłych kolonii.
W myśl dominującej w prawie międzynarodowym zasady uznanie państwa na arenie międzynarodowej nie jest warunkiem koniecznym do jego powstania. W praktyce jednak państw nieuznawanych na arenie międzynarodowej nie uważa się za niepodległe. Jednak nie zmienia to faktu, że państwa takie funkcjonują, mają swoje terytorium, obywateli i rząd sprawujący nad nimi względnie suwerenną lub narzuconą siłą kontrolę. Obszarów separatystycznych, które ogłosiły niepodległość, jest na świecie wiele, lecz tylko nieliczne z nich można zaliczyć do państw de facto niepodległych. Nie będą nimi regiony, które proklamowały niepodległość, lecz w dalszym ciągu pozostają pod faktyczną władzą kraju, do którego dotychczas należały. Państwami nie są również obszary separatystyczne, na których wciąż trwają walki i sytuacja może ciągle ulegać zmianie.
Obecnie za de facto niepodległe można uznać osiem państw, których niepodległość, ogłoszona co najmniej kilkanaście lat temu, zdążyła już okrzepnąć lub została uznana przez co najmniej jedno państwo uznawane na arenie międzynarodowej, a ich rządy bez przeszkód sprawują władzę nad terytorium, mającym w miarę określone granice i stałą ludność.
Podobny nieco charakter do państw nieuznawanych mają terytoria o nieustalonym statusie. Są to terytoria, które domagają się uznania niepodległości i których aspiracje są poważnie brane pod uwagę na arenie międzynarodowej. Zawiłości świata polityki międzynarodowej powodują jednak, że dotychczas kraje te faktycznie pozostają pod władzą państw sąsiednich, a ich ostateczny status, to znaczy nadanie niepodległości lub pozostanie w jakiejś formie związku z państwem administrującym, ma zostać rozstrzygnięty w bliżej nieokreślonej przyszłości. Obecnie na świecie istnieją dwa takie terytoria: Sahara Zachodnia i Palestyna – mimo nieuregulowanego statusu i braku efektywnej kontroli nad całością swojego terytorium są one przez część państw uznawane za kraje niepodległe.
Państw nieuznawanych nie należy mylić z mikronacjami (na przykład Sealand, Seborga, Liberland, Hutt River do 2020 roku), które w ogóle nie są elementem polityki międzynarodowej (choć część z nich do tego aspiruje), a ich „istnienie” wynika w głównej mierze z ich ignorowania lub traktowania przez władze poszczególnych państw jako swoisty folklor. Obok mikronacji istnieją jeszcze państwa wirtualne będące wytworem społeczności internetowych (na przykład Talossa).
Do grona państw nieuznawanych nie zalicza się terytoriów kontrolowanych przez grupy terrorystyczne. Przykładem jest Państwo Islamskie, które ogłosiło się kalifatem 29 czerwca 2014, posiada pełną kontrolę nad opanowanym terytorium i ma znamiona państwowości. Część źródeł z tego powodu rozważa czy Państwo Islamskie można uznać za państwo, a niektóre źródła określają Państwo Islamskie mianem quasi-państwa. Jednak nie jest zaliczane do państw nieuznawanych, gdyż przeszkodą jest nie tylko brak uregulowanego statusu międzynarodowego, ale także łamanie międzynarodowych praw człowieka, terroryzm i zbrodniczość wpisane w ideę działania samozwańczego kalifatu i krytykę całości idei ze strony Organizacji Narodów Zjednoczonych. Skala zbrodniczości i terroru w rozmiarze domniemanego państwa nie jest spotykana w żadnym kraju na świecie w historii współczesnej – z tych względów Państwo Islamskie określa się mianem organizacji terrorystycznej – z silną i rozbudowaną strukturą – ale nie państwem nieuznawanym. Również znaczna większość środowiska muzułmańskiego neguje państwowość (także w rozumieniu ponadnarodowego kalifatu) i określa Państwo Islamskie mianem organizacji terrorystycznej.

## Przykłady

### Państwa nieuznawane
Lista państw nieuznawanych na arenie międzynarodowej, ale de facto kontrolujących swoje terytoria:
- Naddniestrze od 1990; uznawane za część Mołdawii (uznawane za niepodległe państwo przez 2 inne państwa nieuznawane: Abchazję i Osetię Południową[12])
- Somaliland od 1991; uznawane za część Somalii

### Terytoria o nieustalonym statusie
- Palestyna (uznawana za państwo przez ONZ ze statusem państwa-obserwatora w organizacji) oraz ponad 100 państw, z czego część, w tym państwo polskie, uznaje za podmiot prawa międzynarodowego Palestyńskie Władze Narodowe, a nie państwo palestyńskie)
- Sahara Zachodnia od 1976 (w 2013 uznawana przez 51 państw i 1 państwo nieuznawane (Osetię Południową) za niepodległe państwo, pełnoprawny członek Unii Afrykańskiej, większość terenów pozostaje pod administracją marokańską)

### Państwa częściowo uznane
- Abchazja od 1992 (w 2023 uznawana przez 5 państw członkowskich ONZ: Rosję, Nauru, Nikaraguę, Syrię i Wenezuelę[13] oraz 3 inne państwa nieuznawane: Naddniestrze, Osetię Południową i Saharę Zachodnią[14]; posiada ambasady w: Nikaragui, Syrii, Nauru, Rosji[15])
- Cypr Północny od 1974 (w 2023 uznawany przez 1 państwo członkowskie ONZ: Turcję)
- Kosowo od 2008 (w 2025 uznawane przez 108 państw członkowskich ONZ[a]: Afganistan, Albanię, Andorę, Antiguę i Barbudę, Arabię Saudyjską, Australię, Austrię, Bahrajn, Bangladesz, Barbados, Belgię, Belize, Benin, Brunei, Bułgarię, Burkinę Faso, Chorwację, Czad, Czarnogórę, Czechy, Danię, Dominikanę, Dżibuti, Egipt, Estonię, Eswatini, Fidżi, Finlandię, Francję, Gabon, Gambię, Ghanę, Grenadę, Gujanę, Gwineę, Gwineę Bissau, Haiti, Holandię, Honduras, Irlandię, Islandię, Izrael, Japonię, Jemen, Jordanię, Kanadę, Katar, Kenię, Kiribati, Kolumbię, Komory, Koreę Południową, Kostarykę, Kuwejt, Lesotho, Liberię, Libię, Liechtenstein, Litwę, Luksemburg, Łotwę, Macedonię Północną, Malawi, Malediwy, Malezję, Maltę, Mauretanię, Mikronezję, Monako, Niemcy, Niger, Norwegię, Nową Zelandię, Oman, Pakistan, Palau, Panamę, Peru, Polskę, Portugalię, Saint Kitts i Nevis, Saint Lucię, Salwador, Samoa, San Marino, Senegal, Sierra Leone, Singapur, Słowenię, Somalię, Stany Zjednoczone, Sudan, Surinam, Szwajcarię, Szwecję, Tajlandię, Tanzanię, Timor Wschodni, Tonga, Turcję, Tuvalu, Vanuatu, Węgry, Wielką Brytanię, Włochy, Wybrzeże Kości Słoniowej, Wyspy Marshalla i Zjednoczone Emiraty Arabskie)
- Osetia Południowa od 1991 (w 2023 uznawana przez 5 państw członkowskich ONZ: Nauru, Nikaraguę, Rosję, Syrię i Wenezuelę oraz 3 inne państwa nieuznawane: Abchazję[14],  Naddniestrze i Saharę Zachodnią[16]; posiada ambasady w: Abchazji, Nikaragui[17], Syrii, Nauru, Rosji i Wenezueli[18])
- Republika Chińska od 1949 (w 2023 uznawana przez 11 państw członkowskich ONZ: Belize, Eswatini, Gwatemalę, Haiti, Palau, Paragwaj, Saint Kitts i Nevis, Saint Lucia, Saint Vincent i Grenadyny, Tuvalu, Wyspy Marshalla oraz przez Watykan, które jednocześnie nie uznają Chińskiej Republiki Ludowej)

### Historyczne państwa nieuznawane
Lista istniejących po 1945 roku, nieuznawanych lub częściowo uznawanych, państw historycznych, które de facto kontrolowały własne terytoria
| Państwo                     | Rok powstania | Rok likwidacji | Obecnie część                                          |
| --------------------------- | ------------- | -------------- | ------------------------------------------------------ |
| Adżaria                     | 1991          | 2005           | Gruzji                                                 |
| Anguilla                    | 1967          | 1969           | terytorium zamorskie Wielkiej Brytanii                 |
| Anjouan                     | 1997          | 2002           | Komorów                                                |
| Biafra                      | 1967          | 1970           | Nigerii                                                |
| Bophuthatswana              | 1977          | 1994           | RPA                                                    |
| Buganda                     | 1960          | 1962           | Ugandy                                                 |
| Ciskei                      | 1981          | 1994           | Republiki Południowej Afryki                           |
| Czeczenia                   | 1996          | 1999           | Rosji                                                  |
| Doniecka Republika Ludowa   | 2014          | 2022           | Ukrainy, okupowana przez Rosję                         |
| Gagauzja                    | 1990          | 1994           | Mołdawii                                               |
| Górski Karabach             | 1991          | 2023           | Azerbejdżanu (po rozwiązaniu struktur pod koniec 2023) |
| Hajdarabad                  | 1947          | 1948           | Indii                                                  |
| Herceg-Bośnia               | 1992          | 1994           | Bośni i Hercegowiny                                    |
| Jubaland                    | 1998          | 2001           | Somalii                                                |
| Kabinda                     | 1975          | 1976           | Angoli                                                 |
| Kaczin                      | 1962          | 1994           | Mjanmy                                                 |
| Kasai Południowe            | 1960          | 1961           | Demokratycznej Republiki Konga                         |
| Katanga                     | 1960          | 1964           | Demokratycznej Republiki Konga                         |
| Krym                        | 2014          | 2014           | Ukrainy, okupowana przez Rosję                         |
| Ługańska Republika Ludowa   | 2014          | 2022           | Ukrainy, okupowana przez Rosję                         |
| Mohéli                      | 1997          | 1998           | Komorów                                                |
| Nachiczewan                 | 1990          | 1990           | Azerbejdżanu                                           |
| Południowe Moluki           | 1950          | 1950           | Indonezji                                              |
| Republika Serbska           | 1992          | 1995           | Bośni i Hercegowiny                                    |
| Republika Serbskiej Krajiny | 1991          | 1995           | Chorwacji                                              |
| Rodezja                     | 1965          | 1980           | Zimbabwe                                               |
| Rotuma                      | 1987          | 1988           | Fidżi                                                  |
| Suwadiwy                    | 1959          | 1963           | Malediwów                                              |
| Tanna                       | 1980          | 1980           | Vanuatu                                                |
| Tatarstan                   | 1991          | 1994           | Rosji                                                  |
| Transkei                    | 1976          | 1994           | Republiki Południowej Afryki                           |
| Tybet                       | 1912          | 1951           | Chińskiej Republiki Ludowej                            |
| Vemerana                    | 1980          | 1980           | Vanuatu                                                |
| Venda                       | 1979          | 1994           | Republiki Południowej Afryki                           |
| Waziristan                  | 2006          | 2006           | Pakistanu                                              |
| Wyspa Bougainville’a        | 1990          | 1997           | Papui-Nowej Gwinei                                     |
| Zachodnia Bośnia            | 1993          | 1995           | Bośni i Hercegowiny                                    |

## Częściowo kwestionowane państwa uznane
W niektórych przypadkach powszechnie uznawane państwa bywają kwestionowane przez jednego lub kilku członków ONZ, mimo to nie neguje się ich istnienia i suwerenności.
- Armenia od 1991 (nieuznawana przez 1 państwo członkowskie ONZ: Pakistan[21])
- Chińska Republika Ludowa od 1949 (nieuznawana przez 11 państw członkowskich ONZ: Belize, Eswatini, Gwatemalę, Haiti, Palau, Paragwaj, Saint Vincent i Grenadyny, Saint Lucia, Tuvalu, Saint Kitts i Nevis, Wyspy Marshalla oraz Watykan, które jednocześnie uznają Republikę Chińską)
- Cypr od 1983 (nieuznawany przez 1 państwo członkowskie ONZ: Turcję i częściowo uznany Cypr Północny)[22][23][24]
- Izrael od 1948 (nieuznawany przez 29 państw członkowskich ONZ)[25]
- Korea Południowa od 1948 (nieuznawana przez 1 państwo członkowskie ONZ: Koreę Północną[26])
- Korea Północna od 1948 (nieuznawana przez 3 państwa członkowskie ONZ: Francję[27], Japonię[28], Koreę Południową[29] oraz przez częściowo uznaną Republikę Chińską[30])